# Corrado Benedetti
Corrado Benedetti (* 20. Januar 1957 in Cesena; † 15. Februar 2014) war ein italienischer Fußballspieler und -trainer.

## Karriere
Benedetti debütierte Anfang 1977 für die AC Cesena in der Serie A. Mit dem Klub stieg er am Ende der Spielzeit ab, bis 1980 lief er für den Verein in der zweitklassigen Serie B auf. Anschließend kehrte er in die erste Liga zurück, als er sich dem FC Bologna anschloss. Als dieser seinerseits 1982 in die zweite Liga abstieg, kehrte er zum mittlerweile wieder in der Serie A antretenden AC Cesena zurück. Auch hier stieg er wieder ab und zog nach nur einer Spielzeit zum Zweitligakonkurrenten AC Perugia Calcio weiter. Dort blieb er bis 1986, ehe der Klub nach der Verwicklung in einen Wettskandal zwangsabsteigen musste. Mit Catania Calcio stieg Benedetti aus der zweiten Liga ab, daher blieb er hier nur eine Spielzeit. Er wechselte jedoch zum Drittligisten Trento Calcio 1921 in die Serie C1, von dort zog er nach einer Saison zur AS Livorno weiter. Ab 1989 ließ er seine Karriere beim Amateurklub Forlì FC ausklingen.
Ab 1993 arbeitete Benedetti zunächst als Jugendtrainer bei seinem Heimatklub AC Cesena, drei Jahre später rückte er zum Cheftrainer auf. Unter seiner Leitung stieg die Mannschaft 1998 in die Serie B auf. Nach seiner Demission nach Saisonende, als Alberto Cavasin ihn ersetzte, übernahm er 1999 die Geschicke des Zweitligaabsteigers ASD Castel di Sangro. Es folgten Engagements bei den Drittligaklubs AC Pisa, Benevento Calcio und US Grosseto, ehe er 2006 zu AC Perugia Calcio zurückkehrte. 2007 übernahm er den Trainerposten bei US Pistoiese, mit dem er erst in den Relegationsspielen gegen AC Sangiovannese 1927 den Klassenerhalt schaffte und anschließend durch Roberto Miggiano ersetzt wurde.
Ab 2011 war Benedetti als technischer Direktor bei Torre Savio Cesena tätig.